# Vasos vacíos (canción)
«Vasos vacíos» es una canción de 1988 de la banda de ska argentina Los Fabulosos Cadillacs, en colaboración con la cantante cubana Celia Cruz. Fue escrita por Vicentico, Ricciardi, Rotman, Cianciarulo ,e incluida en el álbum El ritmo mundial. Esta es otra de las canciones más representativas y populares de la banda, logrando ser reconocida en toda Hispanoamérica, lo que les llevó a tener éxito internacional, y la primera de la cantante cubana en incursionar dentro del ska.

## Vídeo musical
El videoclip, se muestran varias tomas de lugares y personas y a la banda cantando en vivo y a todo color la canción. 

## Premios y nominaciones
| Año  | Publicación | País | Lista                                 | Puesto |
| ---- | ----------- | ---- | ------------------------------------- | ------ |
| 2006 | Alborde     | EUA  | 500 canciones del Rock Iberoamericano | 97°    |